# ニコラス・イバニェス
ニコラス・アレハンドロ・イバニェス（Nicolás Alejandro Ibáñez ,  1994年8月23日 - ）は、アルゼンチン・サンタフェ州出身のプロサッカー選手。リーガMXのUANLティグレスに所属している。ポジションはFW。

## 来歴
ユース時代をCAラヌースで過ごし、2015年に3部リーグのクラブ・コムニカシオネスに入団。ゴールを量産し、2016年8月にクラブ・デ・ヒムナシア・イ・エスグリマ・ラ・プラタにローン移籍。初の1部リーグとなった2016-17シーズンで30試合7得点を記録し、2017年に完全移籍。
2018年1月、メキシコ・リーガ・デ・アセンソのアトレティコ・サン・ルイスに移籍。2017-18シーズンは途中加入ながら13試合7得点を記録。翌2018-19シーズンは2部リーグながら34試合25得点とゴールを量産し、注目を集めた。
2019年6月5日、アトレティコ・マドリードに移籍するも、アトレティコ・サン・ルイスにローンで残留した。
2021年6月11日、CFパチューカに完全移籍した。リーガMXの前期にあたるアペルトューラでは11ゴールを決めて得点王になり、パチューカのアペルトューラ優勝に貢献した。
2023年1月19日、UANLティグレスに移籍した。